# Casa Andrew S. Norwood
La Casa Andrew S. Norwood  es una casa histórica ubicada en Nueva York, Nueva York. La Casa Andrew S. Norwood se encuentra inscrita  en el Registro Nacional de Lugares Históricos desde el 9 de julio de 1979. 

## Ubicación
La Casa Andrew S. Norwood se encuentra dentro del condado de Nueva York en las coordenadas 40°44′23″N 74°00′07″O / 40.739722, -74.001944.